# Арик (вулкан)
Арик — потухший вулкан на полуострове Камчатка, Россия. Входит в состав Авачинско-Корякской группы вулканов и ограничивает её с северо-запада.
Вулкан Арик является побочным конусом (второй вершиной) вулкана Ааг. Вулкан сильно эродирован ледником и эрозией.
Абсолютная высота — 2166 м. Состав лав вулкана андезито-базальтовый.